# Geschiedenis van de spoorwegen in Friesland

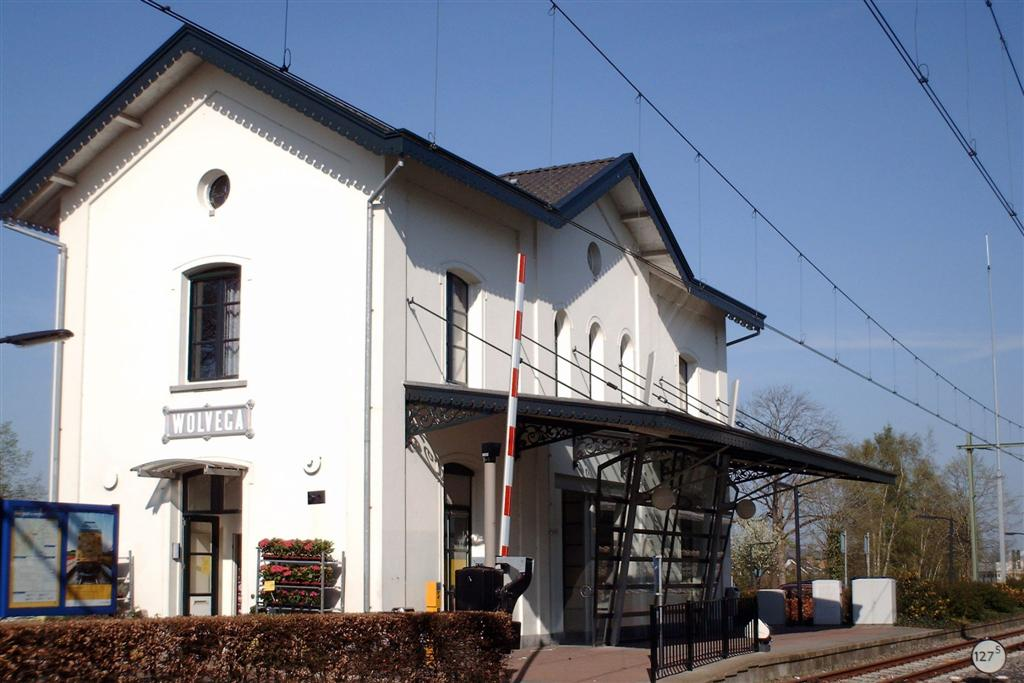
Station Wolvega (vierde klasse)

De geschiedenis van de spoorwegen in Friesland beschrijft de spoorwegmaatschappijen en de spoorwegstations in de Nederlandse provincie Friesland.  De stations liggen aan zes spoorlijnen, waarvan de drie noordelijkste spoorlijnen buitengebruik zijn gesteld en voor een gedeelte gesloopt.

## De spoorwegmaatschappijen
De spoorwegstations zijn voor een groot deel in de 19de eeuw aangelegd. Er zijn spoorlijnen van de Maatschappij tot Exploitatie van Staatsspoorwegen (SS), Hollandsche IJzeren Spoorweg-Maatschappij (HSM) en de Noord-Friesche Locaalspoorweg-Maatschappij (NFLS).

### Maatschappij tot Exploitatie van Staatsspoorwegen

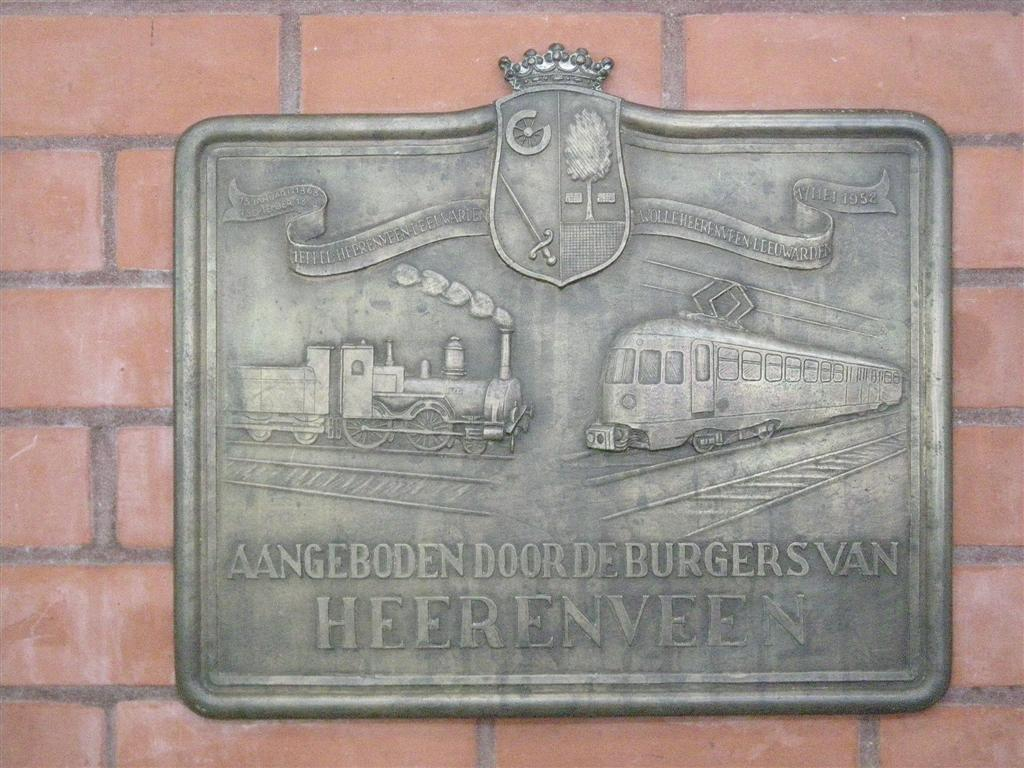
Plaquette Station Heerenveen ter gelegenheid van de elektrificatie van de spoorlijn Zwolle - Leeuwarden, 17 mei 1952.

- Spoorlijn Harlingen - Nieuwe Schans. In 1863 werd de spoorlijn Leeuwarden-Franeker-Harlingen geopend. Deze lijn werd in de jaren daarna verlengd naar Groningen.
- Spoorlijn Arnhem - Leeuwarden. Op 15 januari 1868 kwam het onderdeel van Meppel-Heerenveen gereed en op 1 september volgde het laatste onderdeel Heerenveen-Leeuwarden. Dit verbond Friesland met de rest van Nederland.

### Hollandsche IJzeren Spoorweg-Maatschappij
Spoorlijn Leeuwarden - Stavoren.
Leeuwarden-Sneek kwam in 1883 gereed en Sneek-Stavoren in 1885.

### Noord-Friesche Locaalspoorweg-Maatschappij
Oostelijke tak:
 Spoorlijn Leeuwarden - Anjum (Dokkumer Lokaaltje) (1901), sinds 1997 buiten gebruik.
Westelijke takken:
- Spoorlijn Stiens - Harlingen. Stiens-Tzummarum geopend in 1902. Tzummarum-Harlingen geopend in 1904.
- Spoorlijn Tzummarum - Franeker. Geopend in 1903.

### Friese Stoomtrein Maatschappij
De Friese Stoomtrein Maatschappij (FStM) en de Stichting Stoomtrein Fryslân (SSF) waren opgericht om toeristische stoomtreinen te laten rijden tussen Sneek en Stavoren in Friesland. De FStM was sinds mei 2009 eigenaar van het Nationaal Modelspoor Museum in Station Sneek. De stichting ging eind 2011 failliet. Er werden alleen zes stoomweekenden gehouden tussen de jaren 2005 en 2014.

## Niet-gerealiseerde en voogestelde spoorverbindingen

### Zuiderzeelijn
De Zuiderzeelijn is een  niet-gerealiseerde spoorverbinding van Schiphol of Amsterdam naar Groningen. Eind 2007 werd definitief besloten om de lijn niet aan te leggen.

### Lelylijn
De Lelylijn is een voorgestelde spoorlijn tussen Lelystad en Groningen.

## Architectuur stationsgebouwen
De Spoorwegmaatschappijen lieten spoorwegstations bouwen die ingedeeld werden volgens een bepaalde klasse.

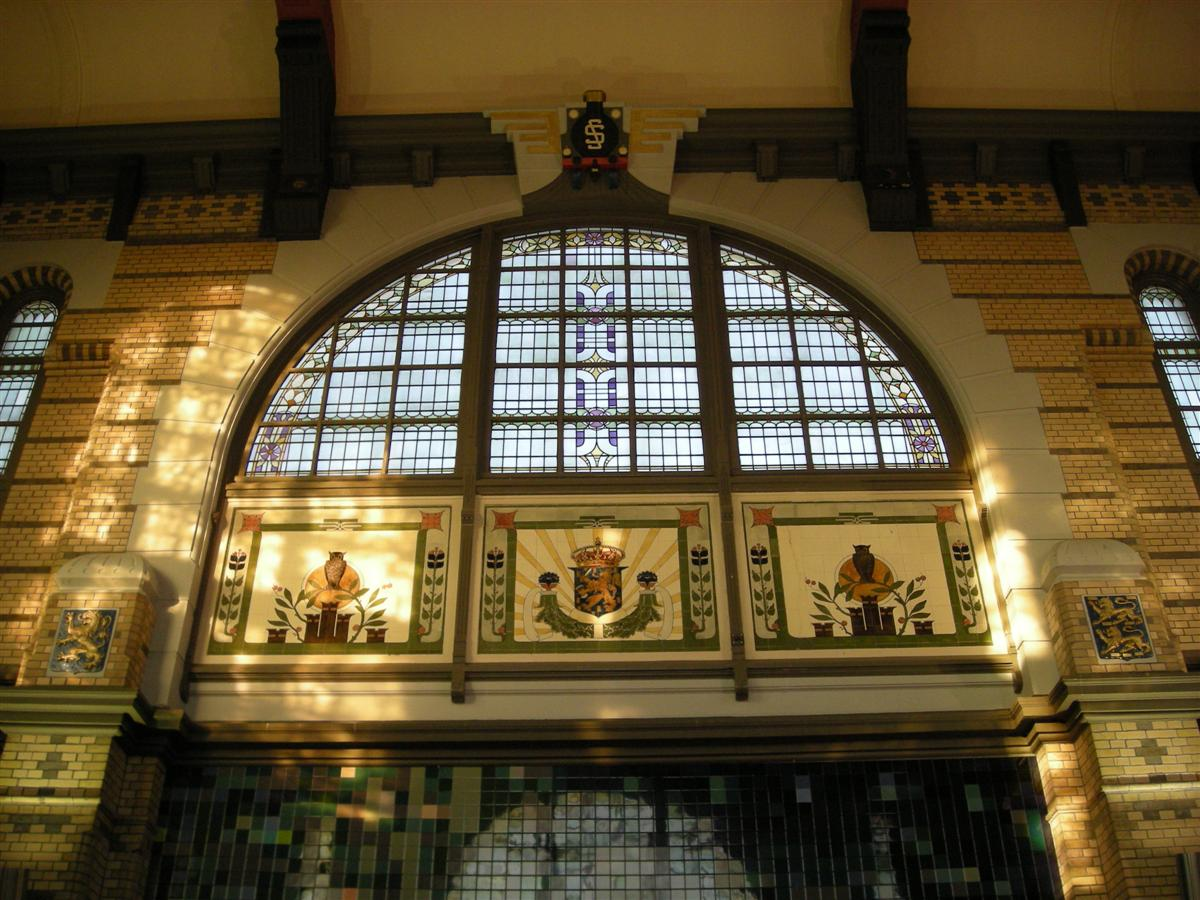
Leeuwarden, Jugendstil tegeltableaus (1904)

### Maatschappij tot Exploitatie van Staatsspoorwegen
De stationsgebouwen werden meestal volgens een standaardtype gebouwd:
- Derde klasse: Harlingen, Heerenveen en Leeuwarden (later gewijzigd)
- Vierde klasse: Buitenpost, Franeker, Veenwouden en Wolvega
- Vijfde klasse:
  - normaal type: Dronrijp, Grijpskerk en Hurdegaryp
  - groot type: Akkrum, Grou-Jirnsum

Alleen de stationsgebouwen van Leeuwarden, Harlingen en Wolvega bestaan nog. De andere gebouwen zijn gesloopt en werden vervangen door een wachthok. In Heerenveen kwam wel een nieuw stationsgebouw.

### Spoorlijn Leeuwarden-Stavoren
- Standaardtype Loppersum: Bozum, Hindeloopen, Mantgum, Oudega en IJlst
- Standaardtype Sneek: Sneek
- Standaardtype Velsen-Zeeweg: Koudum-Molkwerum

### Noord-Friesche Locaalspoorweg-Maatschappij
De NFLS bouwde stations volgens het Standaardtype NFLS, ingedeeld in vijf klassen.
- Eerste klasse: Stiens
- Tweede klasse: Dokkum-Aalsum, Ferwerd, Hallum, Holwerd en Marrum-Westernijkerk
- Halte eerste klasse: Minnertsga, Sint Annaparochie, Sint Jacobiparochie, Tzummarum en Sexbierum-Pietersbierum.
- Halte tweede klasse: Blije, Leeuwarden-Halte en Ternaard
- Halte derde klasse: Dongjum, Finkum, Franekerhalte, Hantum, Hijum, Jelsum, Midlum-Herbaijum, Metslawier, Morra-Lioenssens, Oosterbierum, Vrouwbuurtstermolen, Vrouwenparochie en Wijnaldum.

## Tabel spoorwegstations
| Stationsgebouw                | Opening | Sluiting | Sloop | Maatschappij | Spoorlijn             | Afbeelding            |
| ----------------------------- | ------- | -------- | ----- | ------------ | --------------------- | --------------------- |
| Akkrum                        | 1868    |          |       |              | A                     |                       |
| Akkrum (nieuw)                | 1973    |          |       |              | A                     |                       |
| Anjum                         | 1909    | 1935     |       | NFLS         | Leeuwarden - Anjum    |                       |
| Beers                         | 1883    | 1938     |       |              | Leeuwarden - Stavoren |                       |
| Blija                         | 1901    | 1940     |       | NFLS         | Leeuwarden - Anjum    |                       |
| Bozum                         | 1883    | 1944     | 1958  |              | Leeuwarden - Stavoren |                       |
| Buitenpost                    | 1866    |          |       |              | B                     |                       |
| De Westereen (Zwaagwesteinde) | 1885    |          | 1955  |              | B                     |                       |
| De Westereen (nieuw)          | 1955    |          | 2003  |              | B                     |                       |
| De Westereen (nieuw)          |         |          |       |              | B                     |                       |
| Dokkum-Aalsum                 | 1901    | 1973     |       | NFLS         | Leeuwarden - Anjum    |                       |
| Dongjum                       | 1903    | 1933     |       | NFLS         | Tzummarum - Franeker  |                       |
| Dronryp                       | 1863    |          |       |              | B                     |                       |
| Dronryp (nieuw)               |         |          |       |              | B                     |                       |
| Feanwâlden                    | 1866    |          |       |              | B                     |                       |
| Ferwerd                       | 1900    | 1940     | 1974  | NFLS         | Leeuwarden - Anjum    |                       |
| Finkum                        | 1900    | 1932     | 1970  | NFLS         | Leeuwarden - Anjum    |                       |
| Franeker                      | 1863    |          |       |              | B                     |                       |
| Franeker (nieuw)              |         |          |       |              | B                     |                       |
| Franeker Halte                | 1902    | 1933     |       | NFLS         | Tzummarum - Franeker  |                       |
| Grou-Jirnsum                  | 1868    |          | 1976  |              | A                     |                       |
| Grou-Jirnsum (nieuw)          | 1976    |          |       |              | A                     |                       |
| Hallum                        | 1900    | 1940     | 1970  | NFLS         | Leeuwarden - Anjum    |                       |
| Hantum                        | 1901    | 1940     | 1960  | NFLS         | Leeuwarden - Anjum    |                       |
| Harlingen                     | 1863    |          |       |              | B                     |                       |
| Harlingen Haven               | 1863    |          |       |              | B                     |                       |
| Heerenveen                    | 1868    |          | 1982  |              | A                     |                       |
| Heerenveen (nieuw)            | 1984    |          |       |              | A                     | Heerenveen            |
| Heerenveen IJsstadion         | 1975    |          |       |              | A                     | Heerenveen IJsstadion |
| Hindeloopen                   | 1885    |          | 1973  |              | Leeuwarden - Stavoren | Hindeloopen           |
| Holwerd                       | 1901    | 1940     |       | NFLS         | Leeuwarden - Anjum    |                       |
| Hurdegaryp                    | 1866    |          | 1964  |              | B                     |                       |
| Hurdegaryp (nieuw)            | 1964    |          |       |              | B                     |                       |
| Hijum                         | 1900    | 1940     |       | NFLS         | Leeuwarden - Anjum    |                       |
| Jellum-Boxum                  | 1883    | 1940     | 1970  |              | Leeuwarden - Stavoren |                       |
| Jelsum                        | 1900    | 1940     | 1944  | NFLS         | Leeuwarden - Anjum    |                       |
| Jorwerd                       | 1883    | 1940     |       |              | Leeuwarden - Stavoren |                       |
| Koudum-Molkwerum              | 1885    |          |       |              | Leeuwarden - Stavoren |                       |
| Leeuwarden                    | 1863    |          |       |              |                       | Leeuwarden            |
| Leeuwarden Achter de Hoven    | 1915    | 2018     |       |              | B                     |                       |
| Leeuwarden Camminghaburen     | 1991    |          |       |              | B                     |                       |
| Leeuwarden Halte              | 1900    | 1940     | 1970  | NFLS         | Leeuwarden - Anjum    |                       |
| Mantgum                       | 1883    |          | 1973  |              | Leeuwarden - Stavoren |                       |
| Marrum-Westernijkerk          | 1901    | 1940     |       | NFLS         | Leeuwarden - Anjum    | Marrum-Westernijkerk  |
| Metslawier                    | 1909    | 1935     |       | NFLS         | Leeuwarden - Anjum    |                       |
| Midlum-Herbaijum              | 1902    | 1935     |       | NFLS         | Stiens - Harlingen    |                       |
| Minnertsga                    | 1902    | 1940     |       | NFLS         | Stiens - Harlingen    |                       |
| Morra-Lioessens               | 1909    | 1935     |       | NFLS         | Leeuwarden - Anjum    |                       |
| Nijhuizum                     | 1895    | 1934     |       |              | Leeuwarden - Stavoren |                       |
| Oosterbierum                  | 1903    | 1935     | 1980  | NFLS         | Stiens - Harlingen    |                       |
| Oudega                        | 1885    | 1941     | 1973  |              | Leeuwarden - Stavoren |                       |
| Oudeschoot                    | 1868    | 1938     | 1970  |              | A                     |                       |
| Peperga                       | 1868    | 1941     | 1970  |              | A                     |                       |
| Scharnegoutum                 | 1883    | 1940     |       |              | Leeuwarden - Stavoren |                       |
| Sexbierum-Pietersbierum       | 1902    | 1935     |       | NFLS         | Stiens - Harlingen    |                       |
| Sint Annaparochie             | 1902    | 1940     |       | NFLS         | Stiens - Harlingen    |                       |
| Sint Jacobiparochie           | 1902    | 1940     | 1960  | NFLS         | Stiens - Harlingen    |                       |
| Sneek                         | 1883    |          |       |              | Leeuwarden - Stavoren | Sneek                 |
| Sneek Noord                   | 1973    |          |       |              | Leeuwarden - Stavoren |                       |
| Stavoren                      | 1885    |          | 1973  |              | Leeuwarden - Stavoren |                       |
| Stavoren (nieuw)              | 1973    |          |       |              | Leeuwarden - Stavoren | Stavoren              |
| Stiens                        | 1901    | 1940     |       | NFLS         | Leeuwarden - Anjum    | Stiens                |
| Ternaard                      | 1901    | 1940     |       | NFLS         | Leeuwarden - Anjum    |                       |
| Tzummarum                     | 1902    | 1940     |       | NFLS         | Stiens - Harlingen    |                       |
| Tietjerk                      | 1866    | 1950     | 1950  |              | B                     |                       |
| Vrouwbuurtstermolen           | 1902    | 1940     |       | NFLS         | Stiens - Harlingen    |                       |
| Vrouwenparochie               | 1902    | 1940     | 2002  | NFLS         | Stiens - Harlingen    |                       |
| Warns                         | 1885    | 1938     |       |              | Leeuwarden - Stavoren |                       |
| Wieuwerd                      | 1883    | 1940     | 1970  |              | Leeuwarden - Stavoren |                       |
| Wolvega                       | 1868    |          |       |              | A                     | Wolvega               |
| Workum                        | 1885    |          | 1973  |              | Leeuwarden - Stavoren |                       |
| Workum (nieuw)                |         |          |       |              | Leeuwarden - Stavoren | Workum                |
| Wijnaldum                     | 1902    | 1935     |       | NFLS         | Stiens - Harlingen    |                       |
| IJlst                         | 1885    |          | 1954  |              | Leeuwarden - Stavoren | IJlst                 |
| IJlst (nieuw)                 | 1985    |          |       |              | Leeuwarden - Stavoren | IJlst                 |

aquaducten ·
gemalen ·
kerkgebouwen ·
klokkenstoelen ·
sluizen en stuwen ·
stadhuizen ·
stationsgebouwen ·
stinsen ·
vuurtorens ·
waaggebouwen ·
watertorens ·
windmolens ·
windmotoren